# 中国钢铁工业协会

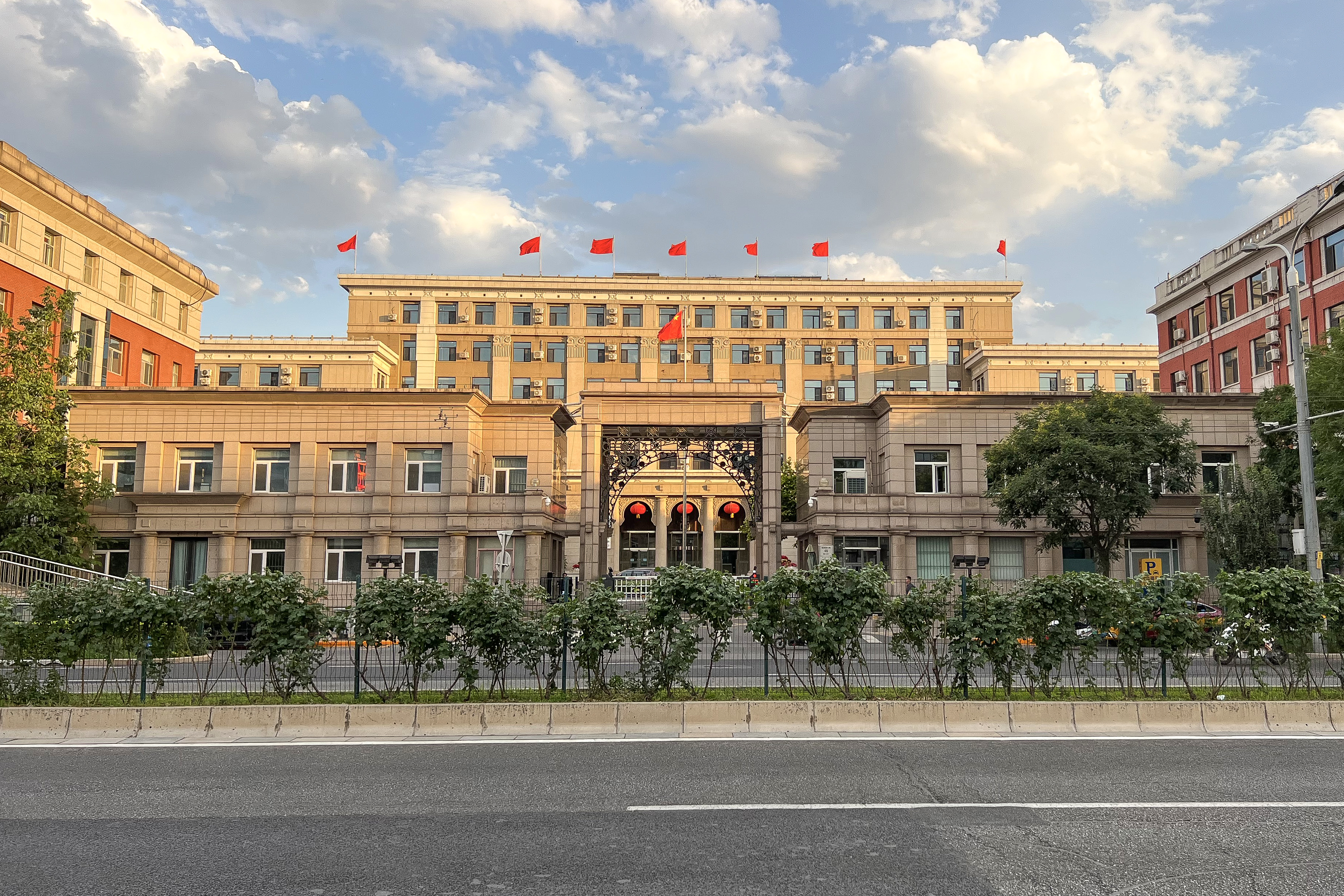
中国钢铁工业协会位于东四西大街46号原冶金工业部大楼

中国钢铁工业协会是中华人民共和国钢铁行业企事业单位、社团组织和个人组成的全国性、行业性、非营利性社会团体，总部位于北京市东四西大街46号。